# Ag m/42

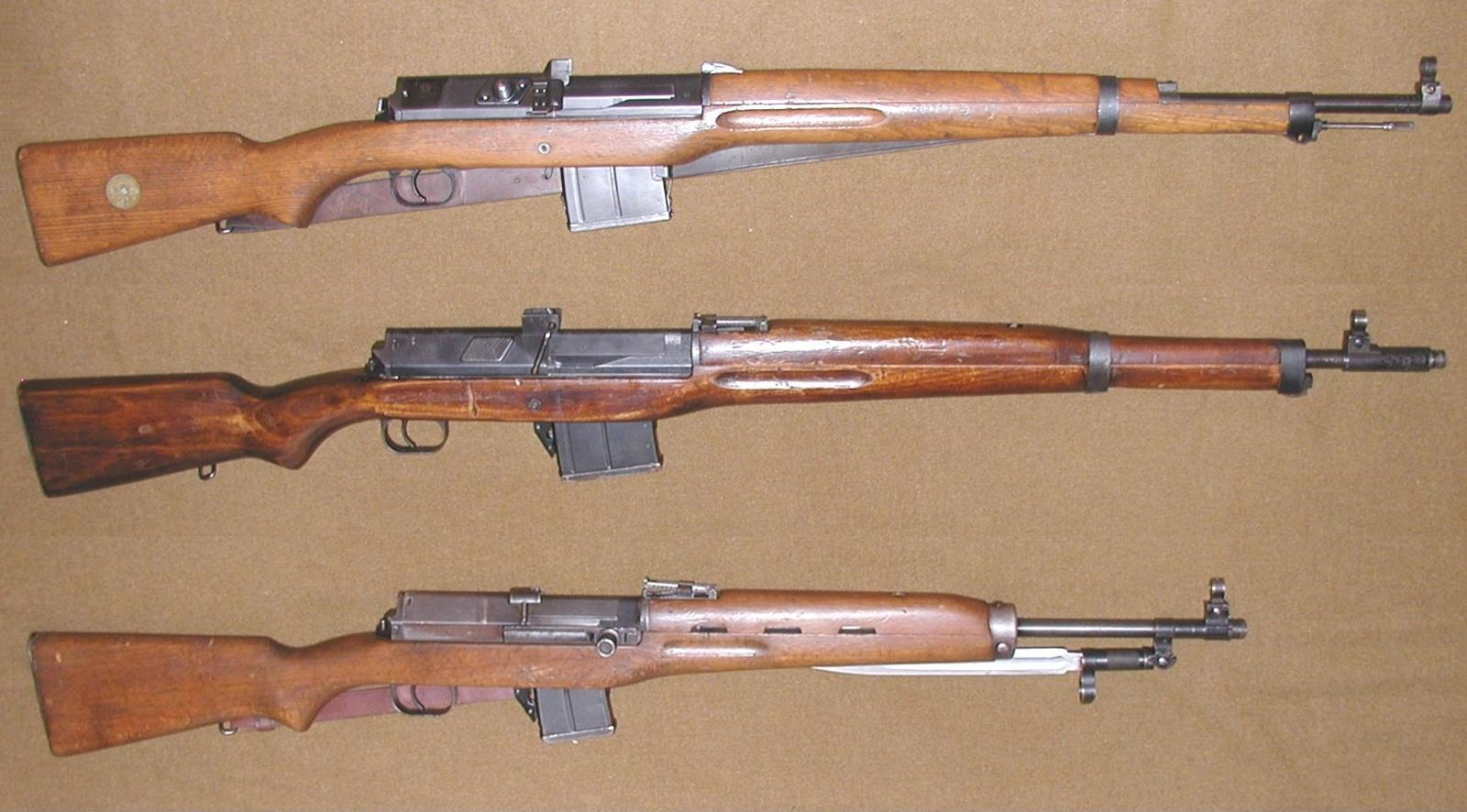
Сверху вниз: шведская винтовка Ag m/42B, египетская винтовка Хаким, египетский карабин Рашид.

Automatgevär m/42 (Ag m/42, за пределами Швеции, широко известная как AG 42,AG-42 или Ljungman) — шведская самозарядная винтовка, которая использовалась ограниченно шведской армией с 1942 по 1960-е годы.

## История
Во время Зимней войны Финляндия захватила несколько советских винтовок СВТ-38, и как минимум одна из них попала в Швецию. Ag m/42 был разработан Эриком Эклундом из компании AB CJ Ljungmans Verkstäder в Мальмё на основе СВТ примерно в 1941 году. Винтовка поступила в производство на заводе Carl Gustafs Stads Gevärsfaktori в Эскильстуне в 1942 году. Всего для шведской армии было изготовлено около 30 000 винтовок.
Это было относительно небольшое количество оружия, и стандартной пехотной винтовкой оставалась m/96 Mauser калибра 6,5 мм с продольно-скользящим затвором.
Норвежские «полицейские войска», обученные в Швеции во время Второй мировой войны, получили некоторое количество винтовок Ag m/42 и привезли их в Норвегию, когда Германия капитулировала в 1945 году. Данные винтовки никогда не модифицировались до более поздней версии Ag m/42B.
После того, как был обнаружен ряд проблем, в том числе серьёзная проблема с ржавеющими газовыми трубками, в период с 1953 по 1956 год существующие винтовки были модифицированы. Модифицированные винтовки получили обозначение Ag m/42B. Модификации включали газовую трубку из нержавеющей стали, две ручки на крышке затвора, новую ручку подъёма целика, резиновый кожух-дефлектор, новые магазины и новый шомпол. Ag m/42B был заменён на вооружении Швеции в середине 1960-х годов на Ak 4 (основанный на HK G3 ).
В начале 1950-х годов лицензия на производство Ag m/42B была продана Египту, в результате чего была создана винтовка Hakim, в которой используется патрон 7,92×57 мм Mauser. Швеция продала Египту также и оборудование, поэтому Hakim производился с использованием тех же станков, что и Ag m/42B.
После переоборудования под патрон 7,62 мм NATO и корректировки траектории стрельбы, Ag m/42 использовалась в качестве дальномера на шведском безоткатном орудии Pansarvärnspjäs 1110 под обозначением Inskjutningsgevär 5110.
Датская компания Madsen пыталась лицензировать Ag m/42, но дело так и не дошло до стадии прототипа.
Шведские войска, служащие в составе ВСООНК, использовали M/42.

## Конструкция
Ag m/42 приводится в действие с помощью газоотвода прямого действия, аналогичного системе более поздней французской винтовки MAS-49. В Ag m/42 также используется запирание перекосом затвора, как в винтовках Токарева СВТ-38/СВТ-40, МАС-49 и FN FAL. Ag m/42 зависим от боеприпасов, поскольку у него нет регулируемого газового порта или клапана для настройки винтовки на различные характеристики давления пороха и снаряда.

### Боеприпасы
В Ag m/42 используется патрон 6,5×55 мм, загружаемый в отъёмный коробчатый магазин на 10 патронов. На практике, однако, магазин обычно оставался прикрепленным к винтовке, в то время как сама винтовка заряжалась сверху с помощью обойм на пять патронов. Как и у британского «Ли-Энфилда» и советской СВТ-40, магазин Ag m/42 снимался только для чистки.
Боеприпасы, использовавшиеся шведскими военными с 1894 года, представляли собой служебные боеприпасы 6,5×55 мм Skarp патрон m/94 projektil m/94 с 156-гр. длинной закруглённой пулей М/94.
С 1941 года Швеция, сохранявшая нейтралитет во время Второй мировой войны, приняла на вооружение патрон Skarp m/94 prickskytte m/41 со 140-гр. пулей. Помимо заострённого носа, снаряд M/41 D также имел хвостовое оперение для дальнейшего уменьшения аэродинамического сопротивления и заменял боеприпасы M/94, снаряжаемые снарядом M/94 общего назначения.
Дальность стрельбы с патроном M/41 Spitzer составляло от 100 до 800 м, а с патроном м/94 - от 100 до 600 м.

## Варианты

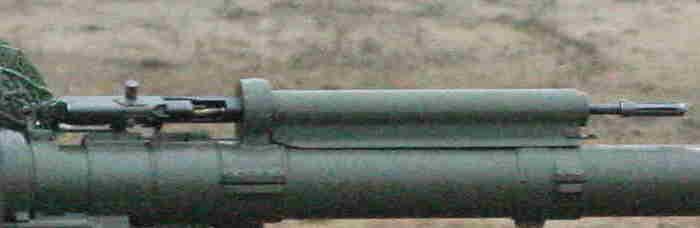
Inskjutningsgevär 5110

### Ag m/42B
Ag m/42B —  вариант m/42 с газовой трубкой из нержавеющей стали.

### Inskjutningsgevär 5110
Ag m/42 модифицированный в дальномер калибра 7,62 НАТО для безоткатного орудия Pansarvärnspjäs 1110 .

## Операторы
- Ирак

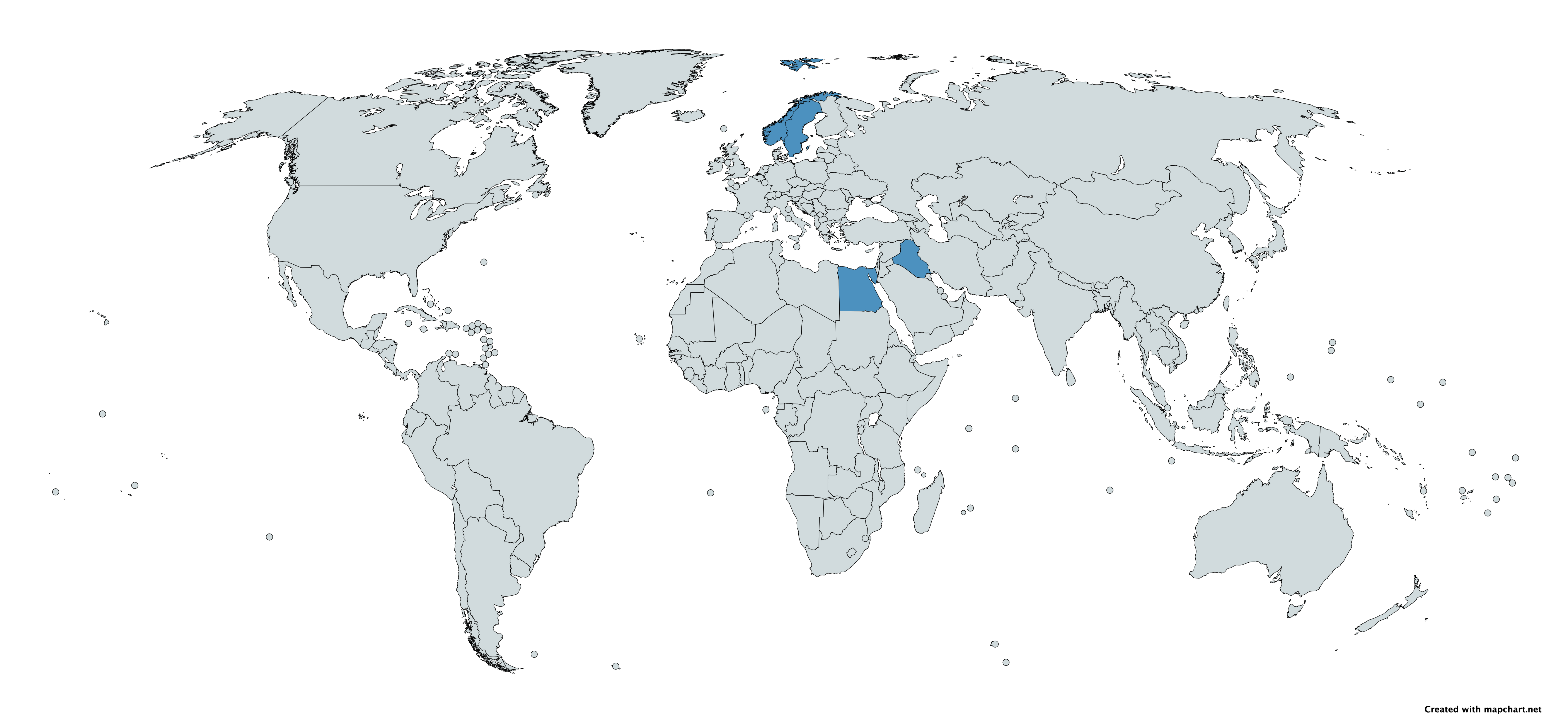
Карта с операторами AG-42 (отмечены синим цветом).

- Египет: Используются лицензионные копии (Винтовка Hakim и карабин Rasheed)[2]
- Норвегия
- Швеция[8]

### Негосударственные операторы
- Официальная Ирландская республиканская армия[9]